# Rhytidoponera
Rhytidoponera (лат.) — род мелких муравьёв (Formicidae) из подсемейства Ectatomminae.

## Распространение

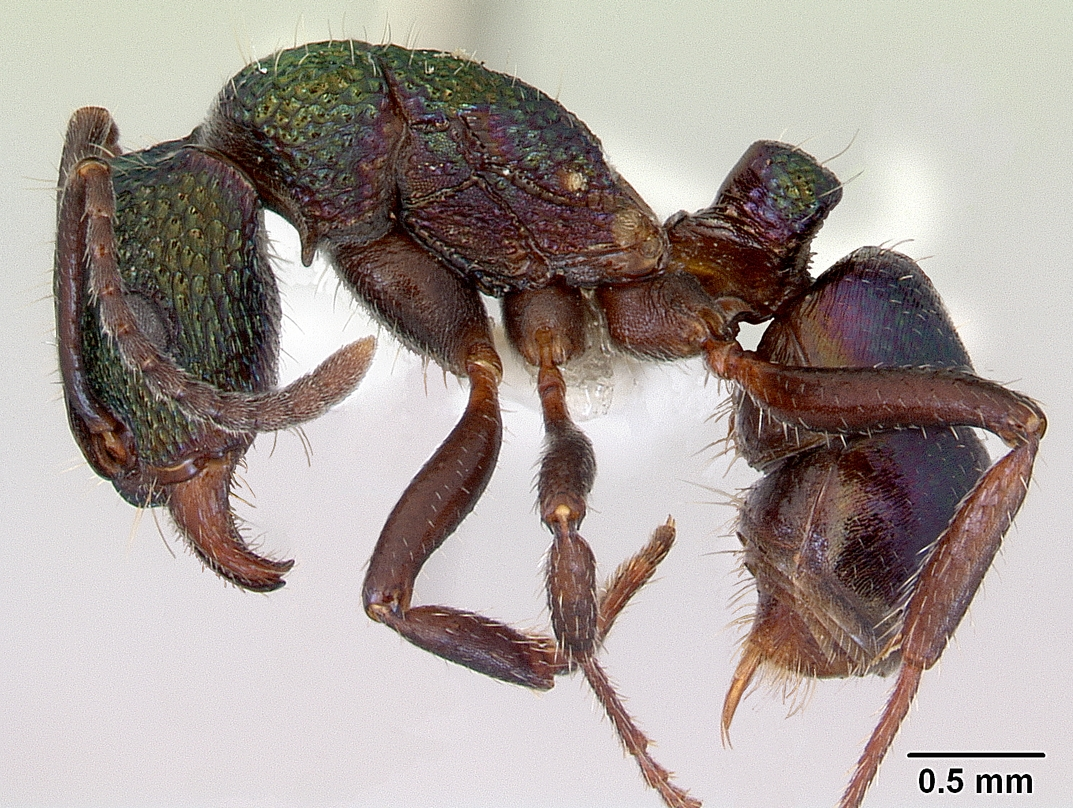
Rhytidoponera metallica

Австралия (около 80 видов), Новая Каледония (около 20 видов), Новая Зеландия (2 интродуцированных вида), Новая Гвинея (около 10 видов) и Юго-восточная Азия.

## Описание
Мелкие муравьи (длина около 4—7 мм), гнездящиеся в почве. Некоторые виды (Rhytidoponera metallica) имеют сине-зелёную окраску, сходную с таковой у ос-блестянок. Усики рабочих 12-члениковые (13-члениковые у самцов). Нижнечелюстные щупики рабочих состоят из 3 или 2 сегментов, нижнегубные щупики 2-члениковые (формула — 3,2 или 2,2; у самцов — 6,4; 5,3; 4,3). Жвалы с многочисленными мелкими зубчиками (12-30). В стебельке между грудкой и брюшком 1 членик (петиоль), но первый сегмент брюшка резко отделён перетяжкой от остальных, напоминая формой второй членик стебелька (постпетиоль) некоторых других муравьёв (например, Myrmicinae). Жало развито. Известен один ископаемый вид †Rhytidoponera kirghizorum Dlussky, 1981, описанный по миоценовым ископаемым отпечаткам (Средняя Азия, Киргизия).

## Систематика
Более 100 видов. Род Rhytidoponera ранее включали в состав подсемейства понерины, теперь его относят к подсемейству Ectatomminae. Род был впервые выделен в 1862 году австрийским мирмекологом Густавом Майром в качестве подрода в составе Ectatomma.
- Rhytidoponera abdominalis Viehmeyer, 1912 — Новая Гвинея
- Rhytidoponera acanthoponeroides Viehmeyer, 1924 — Новая Каледония
- Rhytidoponera aciculata (Smith, 1858) — Австралия
- Rhytidoponera aenescens Emery, 1900 — Новая Гвинея
- Rhytidoponera anceps Emery, 1898 — Австралия
- Rhytidoponera aquila Ward, 1984 — Новая Каледония
- Rhytidoponera araneoides (Le Guillou, 1842) — Австралия, Индонезия, Новая Гвинея, Соломоновы Острова, Филиппиныtypus
- Rhytidoponera arborea Ward, 1984 — Новая Каледония
- Rhytidoponera aspera (Roger, 1860) — Австралия
- Rhytidoponera atropurpurea Emery, 1914 — Новая Каледония
- Rhytidoponera aurata (Roger, 1861) — Австралия, Новая Гвинея
- Rhytidoponera barnardi Clark, 1936 — Австралия
- Rhytidoponera barretti Clark, 1941 — Австралия
- Rhytidoponera borealis Crawley, 1918 — Австралия
- Rhytidoponera carinata Clark, 1936 — Австралия
- Rhytidoponera celtinodis Wilson, 1958 — Индонезия, Новая Гвинея
- Rhytidoponera cerastes Crawley, 1925 — Австралия
- Rhytidoponera chalybaea Emery, 1901 — Австралия, Новая Зеландия, Соломоновы Острова
- Rhytidoponera chnoopyx Brown, 1958 — Австралия
- Rhytidoponera clarki Donisthorpe, 1943 — Австралия
- Rhytidoponera confusa Ward, 1980 — Австралия
- Rhytidoponera convexa (Mayr, 1876) — Австралия
- Rhytidoponera cornuta (Emery, 1895) — Австралия
- Rhytidoponera crassinoda (Forel, 1907) — Австралия
- Rhytidoponera cristata (Mayr, 1876) — Австралия
- Rhytidoponera croesus Emery, 1901 — Австралия
- Rhytidoponera depilis Ward, 1984 — Новая Каледония
- Rhytidoponera dubia Crawley, 1915 — Австралия
- Rhytidoponera enigmatica Ward, 1980 — Австралия
- Rhytidoponera eremita Clark, 1936 — Австралия
- Rhytidoponera ferruginea Clark, 1936 — Австралия
- Rhytidoponera flavicornis Clark, 1936 — Австралия
- Rhytidoponera flavipes (Clark, 1941) — Австралия
- Rhytidoponera flindersi Clark, 1936 — Австралия
- Rhytidoponera foreli Crawley, 1918 — Австралия
- Rhytidoponera foveolata Crawley, 1925 — Австралия
- Rhytidoponera fulgens (Emery, 1883) — Новая Каледония
- Rhytidoponera fuliginosa Clark, 1936 — Австралия
- Rhytidoponera greavesi Clark, 1941 — Австралия
- Rhytidoponera gregoryi Clark, 1936 — Австралия
- Rhytidoponera haeckeli (Forel, 1910) — Австралия
- Rhytidoponera hanieli Forel, 1913 — Индонезия, Тимор
- Rhytidoponera hilli Crawley, 1915 — Австралия
- Rhytidoponera impressa (Mayr, 1876) — Австралия
- Rhytidoponera incisa Crawley, 1915 — Австралия
- Rhytidoponera inops Emery, 1900 — Новая Гвинея
- Rhytidoponera inornata Crawley, 1922 — Австралия
- Rhytidoponera insularis Ward, 1984 — Новая Каледония
- Rhytidoponera kirghizorum Dlussky, 1981 — Австралия
- Rhytidoponera koumensis Ward, 1984 — Новая Каледония
- Rhytidoponera kurandensis Brown, 1958 — Австралия
- Rhytidoponera laciniosa Viehmeyer, 1912 — Новая Гвинея
- Rhytidoponera lamellinodis Santschi, 1919 — Австралия
- Rhytidoponera laticeps Forel, 1915 — Австралия
- Rhytidoponera levior Crawley, 1925 — Австралия
- Rhytidoponera litoralis Ward, 1984 — Новая Каледония
- Rhytidoponera luteipes Ward, 1984 — Новая Каледония
- Rhytidoponera maledicta Forel, 1915 — Австралия
- Rhytidoponera maniae (Forel, 1900) — Австралия
- Rhytidoponera mayri (Emery, 1883) — Австралия
- Rhytidoponera metallica (Smith, 1858) — Австралия, Новая Зеландия
- Rhytidoponera micans Clark, 1936 — Австралия
- Rhytidoponera mimica Ward, 1984 — Новая Каледония
- Rhytidoponera mirabilis Clark, 1936 — Австралия
- Rhytidoponera nexa Stitz, 1912 — Новая Гвинея
- Rhytidoponera nitida Clark, 1936 — Австралия
- Rhytidoponera nitidiventris Ward, 1984 — Новая Каледония
- Rhytidoponera nodifera (Emery, 1895) — Австралия
- Rhytidoponera nudata (Mayr, 1876) — Австралия
- Rhytidoponera numeensis (Andre, 1889) — Новая Каледония
- Rhytidoponera opaciventris Ward, 1984 — Новая Каледония
- Rhytidoponera peninsularis Brown, 1958 — Австралия
- Rhytidoponera pilosula Clark, 1936 — Австралия
- Rhytidoponera pulchella (Emery, 1883) — Новая Каледония
- Rhytidoponera punctata (Smith, 1858) — Австралия
- Rhytidoponera punctigera Crawley, 1925 — Австралия
- Rhytidoponera punctiventris (Forel, 1900) — Австралия
- Rhytidoponera purpurea (Emery, 1887) — Австралия, Индонезия, Новая Гвинея
- Rhytidoponera reflexa Clark, 1936 — Австралия
- Rhytidoponera reticulata (Forel, 1893) — Австралия
- Rhytidoponera rotundiceps Viehmeyer, 1914 — Новая Гвинея
- Rhytidoponera rufescens (Forel, 1900) — Австралия
- Rhytidoponera rufithorax Clark, 1941 — Австралия
- Rhytidoponera rufiventris Forel, 1915 — Австралия
- Rhytidoponera rufonigra Clark, 1936 — Австралия
- Rhytidoponera scaberrima (Emery, 1895) — Австралия
- Rhytidoponera scabra (Mayr, 1876) — Австралия
- Rhytidoponera scabrior Crawley, 1925 — Австралия
- Rhytidoponera socra (Forel, 1894) — Австралия
- Rhytidoponera spoliata (Emery, 1895) — Австралия
- Rhytidoponera strigosa (Emery, 1887) — Новая Гвинея
- Rhytidoponera subcyanea Emery, 1897 — Индонезия, Новая Гвинея
- Rhytidoponera tasmaniensis Emery, 1898 — Австралия
- Rhytidoponera taurus (Forel, 1910) — Австралия
- Rhytidoponera tenuis (Forel, 1900) — Австралия
- Rhytidoponera terrestris Ward, 1984 — Вануату, Новая Каледония
- Rhytidoponera trachypyx Brown, 1958 — Австралия
- Rhytidoponera turneri (Forel, 1910) — Австралия
- Rhytidoponera tyloxys Brown & Douglas, 1958 — Австралия
- Rhytidoponera versicolor Brown, 1958 — Новая Каледония
- Rhytidoponera victoriae (Andre, 1896) — Австралия
- Rhytidoponera violacea (Forel, 1907) — Австралия
- Rhytidoponera viridis (Clark, 1941) — Австралия
- Rhytidoponera wilsoni Brown, 1958 — Новая Каледония
- Rhytidoponera yorkensis Forel, 1915 — Австралия